# Minettia tinctiventris
Minettia tinctiventris is een vliegensoort uit de familie van de Lauxaniidae. De wetenschappelijke naam van de soort is voor het eerst geldig gepubliceerd in 1868 door Camillo Róndani.